# Pseudanthura recifensis
Pseudanthura recifensis is een pissebed uit de familie Paranthuridae. De wetenschappelijke naam van de soort is voor het eerst geldig gepubliceerd in 1982 door Brian Frederick Kensley.